# Steve Madge
Stephen „Steve“ Charles Madge (* 15. Januar 1948 in Torpoint, Cornwall; † 6. Juli 2020) war ein britischer Ornithologe.

## Leben
Nach seinem Abschluss an der Saltash Grammar School arbeitete Madge als Assistenzwärter auf der Vogelwarte Calf of Man. Von 1973 bis 1979 arbeitete er als Wärter für die Royal Society for the Protection of Birds (RSPB) auf den Vogelwarten Bempton Cliffs und Fairburn Ings. Seit 1979 ist er freischaffender Autor und Leiter von Vogelbeobachtungs-Touren, darunter für die Ökotourismusunternehmen Sunbird (von 1979 bis 1981), BirdQuest (1982 bis 1995) und Limosa Holidays (1995). Madge arbeitete in den verschiedensten Kommissionen und Führungsgremien, darunter in der Ornithological Society of Turkey und ihrer Nachfolgeorganisation, der Ornithological Society of the Middle East (OSME), im East African Rarities Committee (1986), im British Birds Rarities Committee (von 1977 bis 1988) und ab 1989 in dessen Beratungsgremium für Seevögel. Seit 1994 ist Madge Präsident der Cornwall Birdwatching and Preservation Society. Madges Interessenschwerpunkt ist das Studium der paläarktischen und orientalischen Avifauna. Er bereiste alle Kontinente, wobei das paläarktische Asien und der Nahe Osten zu seinen bevorzugten Regionen zählen. Madge leitete die ersten organisierten Vogelerkundungs-Touren nach Israel, in den Jemen und nach Zentralasien. Er ist Autor von mehreren Büchern und von zahlreichen Artikeln, die unter anderen in den Magazinen Birding World, Courser, Dutch Birding, British Birds, Forktail und Scopus veröffentlicht wurden. Seit 1992 ist er britisches Redaktionsmitglied des in Deutschland publizierten Vogeljournals Limicola. Von 1984 bis 1995 war er Herausgeber der Caradon Field and Natural History Club Annual Reports. Ferner war Madge Co-Autor verschiedener Kapitel im Handbook of the Birds of the World, darunter über die Familien der Halmsängerartigen und der Grasmückenartigen (Band 11, 2006), der Beutelmeisen (Band 13, 2008) sowie der Rabenvögel (Band 14, 2009). 
Weitere Interessen von Madge umfassten Wildtier-Beobachtungstouren, das Studium der Flora und der Nachtfalter sowie den Naturschutz in Cornwall.

## Werke (Auswahl)
- Compact Guides Birdwatching, 1980
- Birdwatching, 1986 (mit Colin Newman und Dee McLean)
- Bullseye Success Guides Birdwatching, 1987 (mit Catherine Dell, Illustriert von Hilary Burn) (deutsch: Lebendige Vogelwelt. Streifzüge durch die Natur, 1990)
- Wildfowl: an identification guide to the ducks, geese and swans of the world, 1988 (deutsch: Wassergeflügel: ein Bestimmungsbuch der Schwäne, Gänse und Enten der Welt, 1989, Übersetzung: Heinrich Hoerschelmann)
- Crows and Jays: a guide to the crows, jays and magpies of the world, 1993 (Illustriert von Hilary Burn)
- Important Bird Areas of the Middle East, 1994 (mit Michael I. Evans)
- Pocket Guide to the Birds of Britain and North-West Europe, 1995 (mit Chris Kightley, Illustriert von David Nurney) (deutsch: Taschenführer Vögel. Alle Arten Mitteleuropas, 1998)
- Reader’s Digest Photographic Field Guide to Birds of Australia, 1995
- The Handbook of Bird Identification: For Europe and the Western Palearctic, 1998 (mit Mark Beaman, Illustriert von Hilary Burn und Peter Hayman) (deutsch: Handbuch der Vogelbestimmung: Europa und Westpaläarktis, 1998)
- Pheasants, Partridges and Grouse: A Guide to the Pheasants, Partridges, Quails, Grouse, Guineafowl, Buttonquails and Sandgrouse of the World, 2002 (mit Philip McGowan und Guy M. Kirwan)